# 孔斌 (成化進士)
孔斌（1439年—？），字時憲，浙江蕭山縣人，遼東廣寧中屯衛旗籍，明朝政治人物。進士出身。

## 生平
早年出身國子生，順天府鄉試第六十六名。成化十一年（1475年）乙未科會試第一百五十五名，殿試登進士第三甲第六十二名。

## 家族
曾祖父孔惠。祖父孔本初。父亲孔孟寧。